# Воля-Баранецька
Воля-Баранецька — село в Бісковицькій сільській громаді Самбірського району Львівської області України. Населення — 641 особа.

## Населення

### Мова
Розподіл населення за рідною мовою за даними перепису 2001 року:
| Мова       | Кількість | Відсоток |
| ---------- | --------- | -------- |
| українська | 636       | 99.22%   |
| російська  | 3         | 0.47%    |
| польська   | 2         | 0.31%    |
| Усього     | 641       | 100%     |